# Pipestone Creek (Battle River)
Der Pipestone Creek ist ein linker Nebenfluss des Battle River in der kanadischen Provinz Alberta. Als „pipestone“ wird gewöhnlich Catlinit, ein Tonstein, der auch zur Herstellung von Friedenspfeifen benutzt wurde, bezeichnet.

## Verlauf
Der Pipestone Creek verläuft innerhalb des County of Wetaskiwin No. 10 zentral in der Provinz. Er hat seinen Ursprung in dem kleinen etwa 800 m hoch gelegenen See Long Lake, 50 km südsüdwestlich von Edmonton. Er durchquert eine stark landwirtschaftlich genutzte flache Landschaft. Der Pipestone Creek fließt anfangs nach Osten und erreicht die Gemeinde Millet. Anschließend wendet sich der Pipestone Creek in Richtung Ostsüdost. Am linken Ufer des Unterlaufs befindet sich das 42 ha große Schutzgebiet „Pipestone Creek“ (⊙) des Edmonton & Area Land Trust (EALT). Kurz darauf passiert der Pipestone Creek das südliche Ende des Coal Lake. Wenige Kilometer oberhalb der Mündung liegt das Hamlet Gwynne am linken Ufer. Der Pipestone Creek mündet schließlich 14 km östlich der Stadt Wetaskiwin auf einer Höhe von etwa 700 m in den Battle River. Der Pipestone Creek weist mehrere Abschnitte mit zahlreichen engen Flussschlingen auf.